# Antirrhea theodori
Antirrhea theodori är en fjärilsart som beskrevs av Hans Fruhstorfer 1907. Antirrhea theodori ingår i släktet Antirrhea och familjen praktfjärilar. Inga underarter finns listade i Catalogue of Life.